# Hrabstwo Lee (Alabama)

Piramida wieku hrabstwa

Lee – hrabstwo w stanie Alabama w USA. Populacja liczy 140 247 mieszkańców (stan według spisu z 2010 roku). Stolicą hrabstwa jest Opelika.
Powierzchnia hrabstwa to 1594 km² (w tym 18 km² stanowią wody). Gęstość zaludnienia wynosi 88,9 osób/km².

## Miejscowości
- Auburn
- Opelika
- Smiths Station
- Loachapoka